# Коган Роман Валерійович
Коган Роман Валерійович (нар. 7 листопада 1974, також відомий як «Роман Кащаєв», «Рома Краснодарський», «Рома Кривий» та «Кащей», Енем, Тахтамукайський район Краснодарського краю, РСФСР) — російський та з 2018 року український кримінальний авторитет, «злодій у законі».

## Життєпис
Отримав вплив у кримінальному світі РФ 2004 року, коли був «коронований» за підтримки Юрія Пічугіна («Пічуга») у Москві. Разом з іншими «злодіями в законі» як Олександр Хлинов («Фігура»/«Білий») та Сергій Лисенко («Льора Сумськой») та авторитетами Максимом Абубакаровим та братами Азізовими потрапив до найближчого оточення Пічугіна.
У січні 2018 року Роман отримав український паспорт, як згодом виявили працівники МВС України та Інтерполу — на підставі фальшивого ізраїльського паспорту. За кілька місяців після цього втік з України.
У березні 2019 року Міграційна служба України скасувала своє рішення, позбавивши Когана громадянства, його адвокати оскаржили це в Окружному адміністративному суді Києва.
У жовтні 2019-го суддя ОАСК Альона Мазур ухвалила рішення про відновлення громадянства Когана, зобов'язавши міграційну службу повернути йому паспорт. Мазур пояснила, що в Україні Романа не судили за підробку документів, а тому його вина в наданні фальшивих документів не доведена.
У квітні 2020 року ДМС вдруге скасувала видачу громадянства, пославшись на офіційний лист посольства Ізраїлю, де йшлося, що ізраїльський паспорт Когана підроблений. За кілька місяців Окружний адмінсуд Києва вдруге скасував це рішення, зобов'язавши повернути Когану громадянство. Лист посольства Ізраїлю суддя Тетяна Балась визнала «неналежним доказом», що не підтверджує підробку документів.
Наприкінці 2020 року Когана було екстрадовано з Польщі до України. В Україні його підозрюють у шахрайстві, а в РФ йому загрожує довічне ув'язнення. Серед злочинів: наркоторгівля та створення злочинної організації. Після екстрадиції ДМС втретє скасувала його громадянство, але 29 грудня 2020 Окружний адмінсуд Києва втретє скасував це рішення.
10 грудня 2020 Дніпровський суд Києва відпустив Когана під домашній арешт у справі про шахрайство, 11 грудня прокурори звернулися до Дарницького суду Києва, вимагаючи для нього тимчасовий арешт та екстрадицію до Росії. Суддя Сергій Федосєєв відмовив їм, пояснивши, що Коган має українське громадянство. Натомість Роман отримав нічний домашній арешт (22:00-06:00), відбування якого призначено в квартирі на Оболоні.